# 미하시촌 (돗토리현)
미하시촌(三橋村)은 돗토리현 도하쿠군에 있던 촌이다. 현재의 유리하마정에 해당한다.

## 역사
- 1889년 10월 1일 - 정촌제 시행에 의해 나카무라군 3개의 촌의 구역을 가지고 미하시촌이 성립하였다.
- 1896년 4월 1일 - 군의 통합에 의해 도하쿠군이 되었다.
- 1918년 1월 1일 - 도마리촌, 구쓰카촌과 합병해, 새로운 도마리촌이 성립하여, 동일 미하시촌은 폐지되었다.

## 참고문헌
- 『市町村名変遷辞典』東京堂出版、1990年。